# Ziridava asterota
Ziridava asterota là một loài bướm đêm trong họ Geometridae.